# جون لويل غاردنر الثاني
جون لويل غاردنر الثاني (بالإنجليزية: John Lowell Gardner II)‏ هو تاجر أمريكي، ولد في 26 نوفمبر 1837 في بروكلين في الولايات المتحدة، وتوفي بنفس المكان في 10 ديسمبر 1898.